# Mitrofán Beliáyev

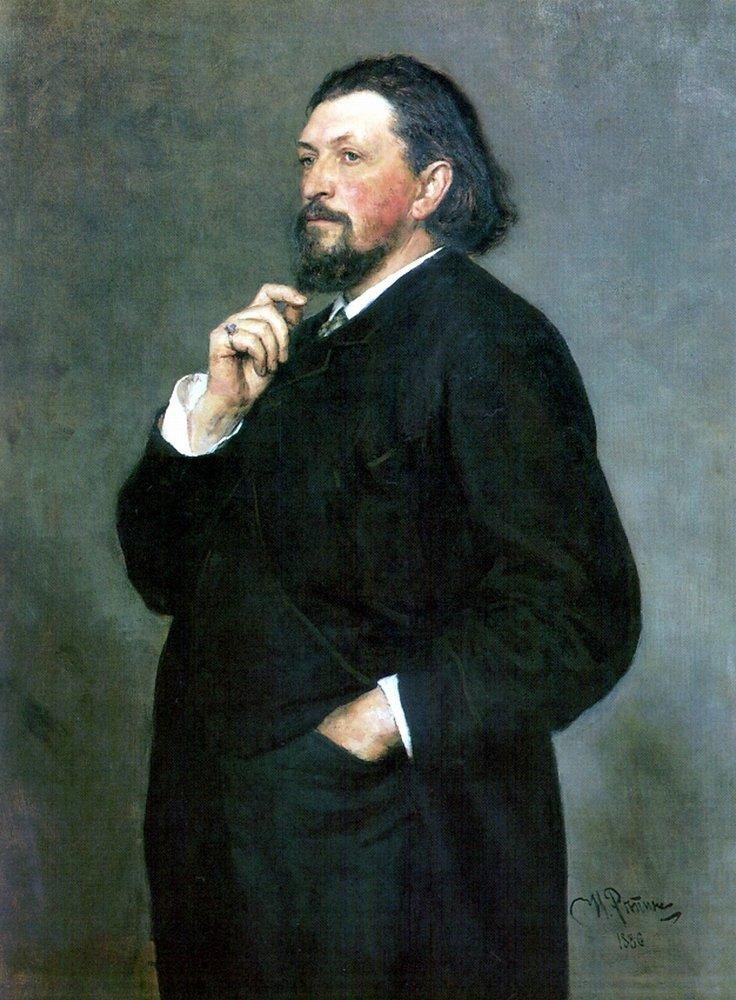
Retrato de M. P. Beliáyev de Iliá Repin (1886).

Mitrofán Petróvich Beliáyev (en ruso: Митрофа́н Петро́вич Беля́ев; San Petersburgo, 22 de febrero de 1836-San Petersburgo, 4 de enero de 1904) fue un editor y comerciante ruso.

## Biografía
Beliáyev era el hijo de un rico comerciante de madera y terrateniente ruso y de una madre sueca. Pronto se evidenciaron sus dotes de gran comerciante y empezó a trabajar en la empresa de su padre, que dirigió durante unos 30 años. Sin embargo, su pasión, en un principio privada, era la música.
En 1886, el gran pintor ruso Iliá Repin hizo un retrato de Beliáyev.